# Chlum (Všestary)
Chlum ist ein Ortsteil der Gemeinde Všestary in Tschechien. Er liegt zehn Kilometer nordwestlich des Stadtzentrums von Hradec Králové und gehört zum Okres Hradec Králové.

## Geographie
Chlum befindet sich zwischen der Elbe und Bystřice am Hügel Chlum (337 m) im Quellgebiet des Baches Olšovka auf der Ostböhmischen Tafel. Nördlich erhebt sich der Hügel Svíb (Swiep, 330 m).
Nachbarorte sind Máslojedy im Norden, Sendražice im Nordosten, Neděliště im Osten, Předměřice nad Labem und Světí im Südosten, Rozběřice und Hejcmanka im Süden, Střezetice und Dlouhé Dvory (deutsch: Langenhof) im Südwesten, Lípa im Westen sowie Čistěves im Nordwesten.

## Geschichte
Archäologische Funde belegen eine Besiedlung von Chlum seit der Jungsteinzeit. Die erste urkundliche Erwähnung des Dorfes und der Pfarrkirche erfolgte im Jahre 1352. 1358 wurde Jan Znojík als Besitzer genannt. Ihm folgte Zdeněk von Chlum. Die Herren von Chlum sind bis 1419 als Besitzer der Feste nachweisbar, zu Beginn des 16. Jahrhunderts gehörte Chlum dem Geschlecht Hamza von Zábědovice. Einen Anteil von Chlum hielt seit dem Ende des 16. Jahrhunderts Václav Sádovský Sloupno, der ihn 1604 an Hellfried Frant, Freiherr von Kaiserstein verkaufte. Nach dem Tode von Jan Jiří Hamza von Zábědovice kaufte Václav der Ältere Záruba von Hustířan 1607 dessen Güter in Chlum. 1617 teilten die beiden Söhne des Ctibor Záruba von Hustířan den väterlichen Besitz. Jan Václav Záruba erhielt Chlum und den Kubcov-Hof in Byňovice. Zu Beginn des 18. Jahrhunderts erwarb Karl Ferdinand Dobřenský von Dobřenice Chlum zusammen mit Neděliště und Dlouhé Dvory. Während des Siebenjährigen Krieges lagerten 1757 österreichische Truppen bei Chlum. In dem Militärlager brach eine Epidemie aus, die auch auf die Bewohner von Chlum übergriff.
Nach der Aufhebung der Patrimonialherrschaften bildete Lípa ab 1850 eine Gemeinde im Bezirk Königgrätz. Am 3. Juli 1866 trafen während des Deutschen Krieges am Chlum und Svíb die verfeindeten preußischen und österreichischen Truppen aufeinander. Die blutige Schlacht ist als Schlacht bei Königgrätz in die Geschichte eingegangen. 1949 wurde die Gemeinde dem Okres Hradec Králové-okolí zugeordnet und kam nach dessen Auflösung am 1. Jänner 1961 zum Okres Hradec Králové. 1971 wurde Chlum nach Číštěves eingemeindet und seit dem 1. Jänner 1989 gehört das Dorf zur Gemeinde Všestary. 1991 hatte Chlum 184 Einwohner. Im Jahre 2001 bestand das Dorf aus 73 Häusern, in denen 190 Menschen lebten.

## Sehenswürdigkeiten
- Kirche der Verwandlung Christi, das wahrscheinlich im 11. oder 12. Jahrhundert im romanischen Stil errichtete Bauwerk wurde 1710 neugestaltet. Das auf dem Friedhof befindliche steinerne romanische Taufbecken stammt noch aus der Ursprungszeit der Kirche.
- Auf dem alten Friedhof an der Kirche befindet sich unter drei Kreuzen die Grabstätte von österreichischen und preußischen Gefallenen der Schlacht von 1866. Darunter befinden sich die Ehrengräber für den Major Ferdinand Graf von Grunne und den Generalmajor Ferdinand Poschacher von Poschach.
- Dreiseitige Sandsteinpyramide am Weg nach Neděliště zum Gedenken die 1757 im Militärlager verstorbenen österreichischen Soldaten und Bewohner von Chlum
- Sandsteinsäule zum Gedenken an die 1866 gefallenen 13 Offiziere und 280 Soldaten des k.k Infanterieregiments Nr. 46, Bernhard, Herzog von Sachsen-Meiningen
- großer Eichelobelisk mit Adler und Bronzeemblemen für die Gefallenen des I. Österreichischen Armeekorps
- Preußischer Friedhof mit Grabstätte des Kommandeurs der 1. Garde-Infanteriedivision, Wilhelm Hiller von Gärtringen, westlich der Kirche
- Gedenksteine und Eisenkreuze für die Gefallenen der Schlacht auf dem Chlum von 1866, westlich des Dorfes
- neogotisches Ossarium südlich des Chlum zwischen Lípa und Chlum, errichtet 1899 auf Veranlassung des Gutsbesitzerehepaars Karel und Gabriela Weinrich. Geschaffen wurde das um einen Granitsarkophag mit den Gebeinen von 36 Gefallenen errichtete Bauwerk nach einem Entwurf von Friedrich von Schmidt durch den Bildhauer und Lehrer an der Horschitzer Steinmetz- und Bildhauerschule, František Dvořáček. Im Jahre 1900 erfolgte vor dem Ossarium die Aufstellung von zwei steinernen Löwen, die zuvor vor der Kaiser-Joseph I.-Kaserne in Wien standen.
- Grabmal der Totenbatterie des österreichischen Hauptmanns von Groeben, der 1866 den österreichischen Rückzug deckte, errichtet 1893
- Gusseisernes Kreuz für die österreichischen Gefallenen, gestiftet 1867 von Max Egon I. und Leontina zu Fürstenberg
- gusseiserner Aussichtsturm auf dem Chlum mit einer Höhe von 48 m, errichtet 1899